# Parafia Przenajświętszej Trójcy w Jordanowie
Parafia Przenajświętszej Trójcy w Jordanowie – rzymskokatolicka parafia terytorialnie i administracyjnie należąca do dekanatu Jordanów archidiecezji krakowskiej. Została utworzona w 1856. Kościół parafialny wybudowany w 1912, w stylu neogotyckim, konsekrowany w 1972. Mieści się przy ulicy Kolejowej. Z parafii pochodzą bł. ks. Piotr Dańkowski i bł. ks. Stanisław Pyrtek.

## Kapłani posługujący w parafii
Lista proboszczów parafiiː
| imię i nazwisko               | daty urzędowania |
| ----------------------------- | ---------------- |
| ks. kanonik Jan Nowak         | 1856–1881        |
| ks. kanonik Jakub Bułakiewicz | 1881–1890        |
| ks. kanonik Michał Grudziński | 1890–1908        |
| ks. kanonik Ludwik Chorubski  | 1908–1928        |
| ks. kanonik Aleksander Rajda  | 1928–1938        |
| ks. kanonik Józef Sławiński   | 1938–1948        |
| ks. kanonik Henryk Mróz       | 1948–1961        |
| ks. kanonik Franciszek Gryga  | 1961–1989        |
| ks. prałat Bolesław Wawak     | 1989–2011        |
| ks. kanonik Paweł Gunia       | od 2011          |

Obecnie posługę w parafii pełnią (dane na rok 2025): 
- ks. Paweł Gunia E.C., proboszcz parafii i dekanalny animator duszpasterstwa dorosłych (wyświęcony w 1991)[5][6];
- ks. dr Paweł Kummer – wikariusz, katecheta w Zespole Szkół im. bł. ks. Piotra Dańkowskiego (wyświęcony w 2004)[7][8];
- ks. Andrzej Madej, wikariusz, katecheta w Szkole Podstawowej im. Bohaterów Września 1939 r. w Jordanowie i dekanalny animator Duszpasterstwa Młodzieży Archidiecezji Krakowskiej (wyświęcony 2019)[9][10];
- ks. Robert Hopciaś - pomoc duszpasterska (wyświęcony w 1993)

- ks. Władysław Dańkowski E.C., emerytowany proboszcz parafii pw. Narodzenia Najświętszej Marii Panny w Igołomi (wyświęcony w 1971)[11].